# Peltotrupes profundus
Peltotrupes profundus är en skalbaggsart som beskrevs av Henry Fuller Howden 1952. Peltotrupes profundus ingår i släktet Peltotrupes och familjen tordyvlar. Utöver nominatformen finns också underarten P. p. dubius.